# Инцидент Шнебеле
Инцидент Шнебеле 1887 года — франко-германский конфликт, связанный с провокационным арестом германскими властями на межгосударственной границе французского пограничного чиновника эльзасца Гильома (Вильгельма) Шнебеле (Schnäbele) в апреле 1887 года.
Инцидент стал заключительным этапом острого кризиса во франко-германских отношениях, вызванного реваншистскими выступлениями французского военного министра Ж. Буланже с одной стороны, и стремлением милитаристских кругов Германии к превентивной войне против Франции — с другой.
Сдержанность, проявленная правительством Франции, опасавшимся военного столкновения, а также учитывавшим причастность Шнебеле к деятельности французской разведки, привела к мирному разрешению конфликта, чему содействовала также позиция России. Ввиду того, что спровоцировать Францию не удалось, германские власти вскоре отпустили Шнебеле.